# Савватеево
Савватеево — село в Нерчинском районе Забайкальского края России. Входит в состав сельского поселения «Пешковское».

## География
Село находится в южной части района, на правом берегу реки Шилки, вблизи места впадения в неё реки Ургучан, на расстоянии примерно 10 километров (по прямой) к юго-западу от города Нерчинска. Абсолютная высота — 505 метров над уровнем моря.
Климат
Климат характеризуется как резко континентальный, с продолжительной холодной зимой. Средняя температура самого тёплого месяца (июля) составляет 18 — 20 °С (абсолютный максимум — 38 °С). Средняя температура самого холодного месяца (января) — −28 — −30 °С (абсолютный минимум — −54 °С). Годовое количество осадков — 300—350 мм. Продолжительность безморозного периода составляет 100—110 дней.
Часовой пояс
Село Савватеево находится в часовой зоне МСК+6. Смещение применяемого времени относительно UTC составляет +9:00.

## История
В 1851 году крестьянское население Савватеева было переведено в казачье сословие. Населённый пункт вошёл в состав станицы Кулаковской Забайкальского казачьего войска. В том же году была построена церковь. В 1910 году была открыта церковно-приходская школа. В 1922 году Савватеево вошло в состав Нерчинского уезда. В 1929 году, в ходе коллективизации, была образована коммуна «Заветы Ильича». В 1935 году был создан колхоз им. В. М. Молотова, центральная усадьба которого располагалась в селе.

## Население
| 1989 | 2002 | 2010 | 2021 |
| ---- | ---- | ---- | ---- |
| 458  | ↘416 | ↘343 | ↘301 |

Половой состав
По данным Всероссийской переписи населения 2010 года в гендерной структуре населения мужчины составляли 48,1 %, женщины — соответственно 51,9 %.
Национальный состав
Согласно результатам переписи 2002 года, в национальной структуре населения русские составляли 99 % из 416 чел.

## Инфраструктура
В селе функционируют средняя общеобразовательная школа и фельдшерско-акушерский пункт.

## Улицы
Уличная сеть села состоит из шести улиц.